# خط طول 20° شرق
خط طول 20° شرق هو أحد خطوط الطول الجغرافية، والتي تمتد من القطب الشمالي الجغرافي إلى القطب الجنوبي الجغرافي، وحسب التحويل الزمني يتقدم خط طول 20° شرق عن خط غرينتش بـ1 ساعات و20 دقيقة.

## من القطب إلى القطب
ينطلق خط طول 20° شرق من القطب الشمالي نحو القطب الجنوبي مرورا بالمناطق التي ترد في الجدول التالي:
| الإحداثيات                         | البلد أو الإقليم أو البحر                    | ملاحظات                                                               |
| ---------------------------------- | -------------------------------------------- | --------------------------------------------------------------------- |
| 90°0′N 20°0′E / 90.000°N 20.000°E  | المحيط المتجمد الشمالي                       |                                                                       |
| 80°32′N 20°0′E / 80.533°N 20.000°E | النرويج                                      | جزر نورداوستلاندت وسبيتسبرغن، سفالبارد                                |
| 78°37′N 20°0′E / 78.617°N 20.000°E | بحر بارنتس                                   |                                                                       |
| 73°54′N 20°0′E / 73.900°N 20.000°E | المحيط الأطلسي                               | بحر النرويج                                                           |
| 70°10′N 20°0′E / 70.167°N 20.000°E | النرويج                                      | جزيرة فانا (ترومسو), و the mainland                                   |
| 68°34′N 20°0′E / 68.567°N 20.000°E | السويد                                       | لحوالي 2 km                                                           |
| 68°33′N 20°0′E / 68.550°N 20.000°E | النرويج                                      | لحوالي 18 km                                                          |
| 68°23′N 20°0′E / 68.383°N 20.000°E | السويد                                       |                                                                       |
| 63°37′N 20°0′E / 63.617°N 20.000°E | بحر البلطيق                                  | خليج بوثنيه                                                           |
| 60°24′N 20°0′E / 60.400°N 20.000°E | جزر أولاند                                   | جزيرة Fasta Åland                                                     |
| 60°1′N 20°0′E / 60.017°N 20.000°E  | بحر البلطيق                                  |                                                                       |
| 54°57′N 20°0′E / 54.950°N 20.000°E | روسيا                                        | أوبلاست كالينينغرادسكايا (المقاطعة الخارجية)                          |
| 54°25′N 20°0′E / 54.417°N 20.000°E | بولندا                                       | Passes through كراكوف (where crosses with مدار 50° شمال)              |
| 49°13′N 20°0′E / 49.217°N 20.000°E | سلوفاكيا                                     | Passes through the mountain of Kriváň                                 |
| 48°10′N 20°0′E / 48.167°N 20.000°E | المجر                                        |                                                                       |
| 46°10′N 20°0′E / 46.167°N 20.000°E | صربيا                                        |                                                                       |
| 43°4′N 20°0′E / 43.067°N 20.000°E  | الجبل الأسود                                 |                                                                       |
| 42°31′N 20°0′E / 42.517°N 20.000°E | ألبانيا                                      |                                                                       |
| 39°41′N 20°0′E / 39.683°N 20.000°E | البحر الأبيض المتوسط                         | البحر الأيوني                                                         |
| 39°27′N 20°0′E / 39.450°N 20.000°E | اليونان                                      | جزيرة كورفو                                                           |
| 39°24′N 20°0′E / 39.400°N 20.000°E | البحر الأبيض المتوسط                         | البحر الأيوني و the Mediterranean proper                              |
| 32°1′N 20°0′E / 32.017°N 20.000°E  | ليبيا                                        |                                                                       |
| 31°28′N 20°0′E / 31.467°N 20.000°E | البحر الأبيض المتوسط                         | خليج سرت                                                              |
| 30°46′N 20°0′E / 30.767°N 20.000°E | ليبيا                                        |                                                                       |
| 21°33′N 20°0′E / 21.550°N 20.000°E | تشاد                                         |                                                                       |
| 9°7′N 20°0′E / 9.117°N 20.000°E    | جمهورية إفريقيا الوسطى                       |                                                                       |
| 4°58′N 20°0′E / 4.967°N 20.000°E   | جمهورية الكونغو الديمقراطية                  |                                                                       |
| 7°0′S 20°0′E / 7.000°S 20.000°E    | أنغولا                                       |                                                                       |
| 17°53′S 20°0′E / 17.883°S 20.000°E | ناميبيا                                      |                                                                       |
| 22°0′S 20°0′E / 22.000°S 20.000°E  | ناميبيا / بوتسوانا border                    |                                                                       |
| 24°45′S 20°0′E / 24.750°S 20.000°E | ناميبيا / جنوب إفريقيا (كيب الشمالية) border |                                                                       |
| 28°26′S 20°0′E / 28.433°S 20.000°E | جنوب إفريقيا                                 | كيب الشمالية كيب الغربية                                              |
| 34°50′S 20°0′E / 34.833°S 20.000°E | المحيط الأطلسي / المحيط الهندي boundary      |                                                                       |
| 60°0′S 20°0′E / 60.000°S 20.000°E  | المحيط الجنوبي                               |                                                                       |
| 69°53′S 20°0′E / 69.883°S 20.000°E | القارة القطبية الجنوبية                      | أرض الملكة مود، المطالب الإقليمية بالقارة القطبية الجنوبية by النرويج |